# 사고 억제
사고 억제(thought suppression)는 심리적 방어기제(defence mechanism)이다. 특정 사고에 대하여 생각하는 것을 의식적으로 중지하려고 시도하는
동기성 망각(motivated forgetting) 유형이다. 강박장애(obsessive–compulsive disorder, OCD)와도 관련될 때가 있다. 강박장애는 하나 이상의 강박(obsession)이 중심애 놓인 고통스런 침투적 사고(intrusive thought)을 차단하거나 중립화(neutralize)하려는 시도를 반복하지만 실패하는 경우를 말한다. 또한 사고/비사고 패러다임(the think/no think paradigm)을 사용한 연구가 보여주듯 기억 억제(memory inhibition)의 한 원인으로도 여겨진다. 사고 억제는 정신적 행동적 수준에 모두 관련되어 있으며, 의도와 반대되는 역설적 효과를 야기할 수 있다. 사고 억제의 역설적 효과(ironic process theory)는 이런 모순된 효과를 설명할 수 있는 인지적 모델이다.
인지 부하(cognitive load)가 높을 때 여러 사고를 억제하려 하면, 이러한 사고들이 오히려 증가하고 이전보다 더 쉽게 그 사고에 빠져든다. 자기 검열(self-monitoring)이 높을 때, 사람은 자신의 사고가 행동으로 전사되는 것을 막을 수 있다는 증거가 있다. 그러나 이는 자동적 행동(automatic behavior)에는 적용되지 않으며, 잠재적이고 무의식적인 행동을 야기할 수도 있다. 생각을 분산시킬 것들에 집중하면 할수록 이러한 현상은 오히려 더 나빠지게 된다. 그러나 이 영역의 실험들은 비인간적인 협력 과제(concurrent task)를 사용하였다는 이유로 비판될 수 있다. 이는 자연적 과정이나 개인적 차이를 적절하게 반영할 수도 그렇지 못할 수도 있다.

## 1980년대 실험 연구
사고 억제와 연구 가치 효용성을 위하여, 연구자들은 마음 속에서 진행 중인 과정들을 기록하는 방식들을 찾아햐 했다. 이러한 목적으로 설계된 한 실험은 다니엘 웨그너(Daniel Wegner), 데이비드 슈나이더(David J. Schneider), S.R. 카터(S.R. Carter), T.L. 화이트(White, T.L.)가 수행하였다. 이들은 실험 참가자들에게 흰곰(white bear) 등 특정 타겟을 5분동안 사고하지 말 것을 요구하였다. 참가자들이 실제로 그러할 경우, 이들은 벨을 울려야 했다. 이후 참가자들은 5분동안 타겟을 생각해야 했다. 원치 않는 사고는 사고 억제를 사용하지 않는 사람보다 사용하는 사람등에게서 더 빈번하게 나타났다는 것이 증명되었다. 나아가 2단계에서 사고 억제를 하는 사람들은 그렇지 않은 사람들에 비해 더 높은 빈도의 타겟 사고를 가지고 있다고 증명되었다. 이를 '반동 효과(rebound effect)'라고 명명하였다. 이러한 효과는 거듭 시행할 수 있으며, '초록 토끼(green rabbit)'에 대한 사고와 같이 있기 힘든 타겟에 대하여서도 할 수 있다. 이로부터 웨그너는 종국에 사고 억제의 역설적 효과를 개발하였다.

## 1990년대 방법론 개선
사고 억제에 관한 규명 연구를 더 잘 밝히기 위해서, 일부 연구들은 타겟 사고를 바꿨다. 로머(Roemer)와 보르코베치(Borkovec)는 불안하거나 침울한 사고를 억제한 참가자들은 유의미한 반동 효과를 보인다는 것을 발견하였다. 게다가 벤즐라프(R.M. Wenzlaff), 웨그너(D.M. Wegner), 로퍼(D. Roper)는 불안하거나 침울한 피실험자들은 부정적이거나 원치 않는 사고를 억제할 가능성이 적다는 것을 보여줬다. 라신(E. Rassin), 메르켈바흐(H. Merkelbach), 무리스(P. Muris)는 이러한 발견이 문헌 내에서는 다소 강경하다고 하지만, 일부 연구들은 결과들을 되풀이할 수 없었다. 그러나 이는 개인차를 고려함으로써 설명될 수 있다.
최근 연구는 불안이 낮고 바람직함이라는 특질(desirability trait) 즉 억제자(repressor)가 높을 수록, 억제된 불안한 자서전적 사건들이 다른 그룹(낮은, 높은, 그리고 높은 방어적 불안 집단)에 비하여 침투(intrude)하는 경우가 더 적었지만 1주일 후에는 더 자주 침투하였다는 것을 발견하였다. 이러한 대처 양식 차이는 연구문헌간 격차를 설명할 수 있다. 즉 벨 울리기와 같은 사고 탭핑 수단(thought tapping measures)에서 모순적 효과의 원인이 될 수 있는 문제는 남아있다는 것이다. 참가자들은 빈도 정보에 매우 민감하다는 브라운(Brown)의 1990년 연구 증거를 통하여, 클라크(Clarke), 볼(Ball), 페이프(Pape)가 침투적 타겟 사고의 횟수를 참가자들이 귀납적으로 평가한 것을 획득하였고, 똑같은 패턴의 모순적 결과를 발견하였다. 이러한 방식은 문제를 해결한 듯 하지만, 이 연구를 비롯한 다른 방법론은 모두 데이터수집의 주요 형태로서 자기보고(self-report)를 사용한다는 점이 있다. 이는 자기보고 특유의 답변 왜곡이나 부정확성으로 인하여 문제가 발생할 수 있다.

## 행동영역
사고 억제도 인간 행동을 바꿀 수 있다. 마크래(Macrae), 보덴하우젠(Bodenhausen), 밀네(Milne), 예텐(Jetten)은 사람들에게 특정 집단(예 : 스킨헤드)에 대한 선입견을 사고하지 말도록 요구받으면, 사람들은 그 집단의 한 구성원의 일상에 대하여 선입견적 사고가 덜한 설명을 작성한다. 그러나 이들에게 방금 작성한 사람을 만날 것이라고 이야기하면, 억제군 사람들은 스킨헤드의 옷차림을 본 것만으로도 이들과 멀리 떨어져 앉게 된다. 이는 참가자들은 선입견에 대하여 강화시켰을 지라도 참가자들은 작성할 때 이러한 선입견을 작성하는 것을 막을 수 있었다. 그러나 행동에서는 이러한 모습을 보이지 않았다.
증진된 연구들도 비슷한 사실을 발견하였다. 1993년 한 연구에서, 참가자들이 인지적으로 요구되는 협력 과제가 주어졌을 때, 대조군들에 비하여 타겟 사고 빈도가 역설적으로 높았다는 결과를 얻었다. 그러나 다른 대조연구들에서는 이런 효과를 발견하지 못했다. 예를 들어, 웬즐라프와 베이츠는 긍정적 과제에 집중하는 피실험자들은 모순 효과나 반동 효과 모두 경험하지 않았다는 것을 발견하였다. 심지어 인지부하를 겪고 있음에도 경험하지 않았다. 또한 웬즐라프와 베이추는 연구 참가자의 집중력에 대한 유익성은 피실험자가 긍정적 사고를 사용할 때 최적화된다고 언급한다.
일부 연구에서는 피실험자가 웨그너가 말한 '인지 부하(다양한 외적 사고분산 거리를 사용하여 타겟 사고를 억누르고자 하는 것)'에 처했을 때, 사고 억제 효용성은 감소되는 것으로 밝혀졌다. 그러나 다른 연구들에서는 사고분산 거리에 집중하면 장기적 효용성은 증가한다는 것을 밝혔다. 즉 억제가 제대로 작동하면 사고분산 거리가 덜 간여한다는 것이다. 1987년 웨그너, 슈나이더, 카터, 화이트의 연구에서, '빨간 폭스바겐'과 같은사고분산거리를 미리 하나 마련한다면, 실험후 모순 효과를 없애기 충분하다고 하였다.보워스(K.S. Bowers)와 우디(E.Z. Woody)의 1996년 연구는 최면에 걸린 사람은 모순 효과가 없다는 발견을 증명하였다. 이는 최면에선 고의적인 '주의분산 활동(distracter activity)'을 건너뛴다는 가정에 기초한다.

## 인지 역학
인지부하가 증가하면 사고 억제는 보통 효과가 덜하게 된다. 예를 들어, 흰곰 실험 중에서, 실험 도중 주변에 있건 많은 흔한 사고분산 거리들(램프, 전구, 책상 등)이 이후에 억제한 대상물을 떠올리게 하는 역할이 될 수 있다. 이를 '자유사고분산(free distraction)'이라 한다. 그러나 일부 연구는, 최면 걸린 사람에게는 집중할 수 있는 주의분산 거리가 하나 주어져도 감정적 사고에 있어서의 자유사고분산 효과를 발견할 수 없었다. 이를 설명하기 위하여 수많은 이론가들은 여러 사고 억제 인지 모델을 제시하였다. 1989년 웨그너는 주변 환경에 있는 물품을 이용하여 주의를 분산시킨다고 제안하였다. 후에 이러한 물품들은 사고 억제 시도에 있어 복구 단서(retrieval cue)가 된다. 이른바 '환경적 단서 이론(environmental cueing theory)'이라 한다. 이러한 반복 절차는 복구 단서들에 둘러싸이게 하여, 종국에는 반동 효과를 낳는다. 웨그너는 정련되지 않은 여러 복구 단서들은 주의분산 거리에 집중하는 것(즉 정신 부하mental load의 감소)의 효용성을 일부 뒷받침한다고 가설을 세웠다. 이는 두 과정 간의 이상적 균형이 존재할 수 있기 때문이다. 인지적 요구(cognitive demand)가 너무 무겁지 않다면, 감시 과정(monitoring process)들은 이를 밀어내지 않는다는 것이다.
개인차 역시 사고 억제의 모순적 사고 과정에 있어 중요한 역할을 수행한다.
사고 억제는 '경험회피(experiential avoidance)' 형태로 간주되어 왔다. 경험회피란, 사고, 감정, 신체감각, 기억 등 내면적 경험들 가운데 원치 않는 내면적 경험을 개인이 억제, 변형, 통제하는 것을 말한다. 이러한 일련의 사고는 관계구성틀이론(relational frame theory)을 뒷받침한다.

## 기타 방법론
사고 억제는 몇가지 방식에서 금지(inhibition)의 원인으로 비춰졌다. 이 관계를 연구하는 흔흔 방식은 목록 방법(list method)과 항목 방법(item method)이다. 목록 방법에서 참가자들은 단어들의 두 가지 목록을 하나씩 하나씩 공부한다. 첫 목록을 공부한 후, 일부에게는 방금 배운 것을 모두 잊도록 하고, 일부에게는 그렇게 하지 않았다. 두 목록을 모두 공부한 후, 참가자들은 양 목록에 있던 단어들을 회상하도록 지시하였다. 이 실험들에서는 첫 목록을 잊으라고 지시받은 참가자들은 그 목록 단어들을 대부분 기억하지 않았는데, 이는 잊으라는 지시때문에 억제되었음을 시사한다. 항목 방법에서, 참가자들은 항목이 아닌 각 단어들을 공부한다. 각 단어가 주어지면 참가자들은 암기하거나 잊어버리라고 지시를 받는다. 목록 방법을 사용한 실험에서 잊으라는 지시 전에 외운 단어들은 기억이 잘 되지 않았다. 일부 연구자들은 구 방식이 두 망각 유형을 만들었다고 존다. 이들에 따르면 목록 방법은 단어 망각의 슴지를 야기하지만, 항목 방법은 망각과는 상관없이 다른 것들보다 더 잘 단어를 암기하게 한다.

### 사고/비사고 패러다임
2009년 억제와 금지와의 관계를 연구하는 패러다임 중 하나는 사고/비사고 패러다임(think/no think paradigm)이다. 이 실험들에서 참가자들은 단어 짝들을 공부한다. 실험에서 나올 수 있는 단어 짝 사례는 바퀴벌레-시련(roach-ordeal)이다. 모든 단어 짝을 공부한 후, 참가자들은 첫번째 단어를 보고 두번째 단어를 떠올리든지(사고 단계 think phase) 떠올리지 않든지(비사고 단계no think phase) 요구받는다. 비사고 단계에서는 억제가 일어난다. 일부 짝들은 암기의 초기 암기 부분 이후에는 제시되지 않으며, 이러한 실험들은 대조군으로 역할한다. 실험 이후에는 참가자들은 첫 단어에 기반한 단어짝 전부를 암기하고자 노력한다. 연구들은 '독립 탐사 방법(independent probe method)'을 사용하기도 하였다. 이는 범주와 단어짝의 두번째 단어의 첫 글자를 제시한다. 사용되는 방식에 상관없이 결과는 비사고 실험이 사고 실험보다 나쁜 기억력을 낳게 된다는 것을 보여주는데, 이는 억제가 기억 금지를 야기한다는 것을 증명한다. 이런 방법론은 단어짝을 사용하여 이뤄지지만 실험은 그림과 자전적 기억(autobiographical memories)을 자극제로 사용하여 수행되어 왔으며, 같은 결론에 도달하였다.
또한 연구는 사고/비사고 과제와 동시에 어려운 셈법 과제를 하는 것은 비사고 조건에서 망각을 덜 하게 되는데, 이는 성공하기 위해 억제가 활동적인 정신 에너지를 취한다는 것을 시사한다. 게다가 비사고 단계에서 가장 잘 잊게 되는 경우는 단어 학습 중에 두뇌 활성화 양이 중간 정도일 때이다. 두뇌 활성화가 매우 낮으면 단어 자체가 학습되지 않지만, 두뇌 활성화가 지나치면 비사고 단계에서 두 단어 간의 결합이 억제하지 못할 정도로 매우 강해져 있다. 그러나 중간 활성화 정도에서 단어짝은 학습되지만 비사고 단계 동안에 억제될 수 있다.
fMRI 연구에서는 억제 과제 수행동안 두뇌 활동에 관한 두 가지 각각의 패턴을 발견하였다. 첫번째는 기억 형성을 담당하는 두뇌영역인 해마(hippocampus)에서의 활동이 적어진다는 것이다. 두번째는 배외측전전두피질(dorsolateral prefrontal cortex) 내 두뇌 활동이 증가하며, 특히 억제가 더 세지는 경우 그렇다는 것이다. 배외측전전두피질은 해마의 작업을 억제하여 기억 형성을 차단한다고 연구자들은 보고 있다.
또한 사고/비사고 방법론은 비사고 단계에서 참가자에게 해당 단어를 억제하기 보다는 다른 단어를 하나 떠올리게 하는 지시를 매리는 방식으로 사고 대체(thought substitution)를 연구하는데 사용될 수도 있었다. 이 연구는 사고 대체로 인하여 사고 대체 지시 없이도 억제에 비하여 망각 수준이 증가할 수 있다는 것을 조보여준다. 또한 연구는 사고 대체가 비사고 단계에서 억제 전략의 하나로 사용되면 억제와는 다른 방식으로 작동할 것이라고 제안한다. 일부 연구자들은 비사고 단계에서 다른 것을 떠올리는 것은 원래 단어짝보다는 첫단어와의 새로운 연관성을 형성하게 되어, 단순히 무언가를 떠올리지 않는 금지와는 다른 이 전략을 사용할 때 간섭을 야기한다고 주장한다.

## 꿈 영향
꿈(dream)은 렘 수면(REM sleep) 상태에서 일너나며, 이미지, 사고(idea), 감정, 감각(sensation)으로 구성된다. 꿈애 대하여 연구가 더 진전되어야 하지만, 움은 무의식(unconscious mind)에 해당한다고 전한다. 사고 억제는 무의식적 정신의 주체 문제에 영향을 주며, 특정 사고를 억제하려고 함으로써 꿈에 나타날 가능성이 높다.

### 역설적 통제 이론
역설적 통제 이론(ironic control theory) 혹은 억제 사고의 역설적 과정 이론(ironic process theory)에서는 사고 억제가 깨어 있는 상태에서의 억압 내용의 발생을 증가시킨다고 말한다. 특정 주제에 대하여 생각하려 하지 않지만 꿈에 나타날 가능성이 높다는 사실에 역설이 있다. 억제가 비교적 높은 경향인 사람들에게는 차이가 있다. 이들은 우울, 불안, 강박사고(obsessional thinking)를 포함,
침투적 사고(intrusive thoughts)와 같은 정신병리학적 반응을 보이기 쉽다. 이들은 사고 억제 빈도가 높기 때문에 꿈 반동(dream rebound)을 자주 겪게 된다.
인지 부하(cognitive load) 역시 역설적 통제 이론(ironic control theory)에서 중요하다. 연구를 통해 인지 부하가 클수록 꿈 반동 발생율이 높아진다고 밝혀졌다. 즉 잠들기 전 정보 부하가 무거워지면 꿈에서 정보가 나타날 가능성이 높다. 인지 부하가 없는 사람과 달리, 인지 부하가 높은 사람일 수록 꿈 반동의 정도가 더 커진다. 인지 부하가 높아진다는 사실을 통해 역설적 통제 이론은 사고 억제가 쉽게 발생하고 꿈 반동을 야기한다고 주장한다.

### 꿈 반동
꿈 반동(dream rebound)은 억제된 사고가 꿈에 나오는 것을 말한다. 자기통제(self-control)는 사고 억제의 한 유형으로 꿈을 꾸면 억제된 것들이 꿈에 나타날 가능성이 높다. 예를 들어, 금연 시도 중인 사람은 꿈에 흡연하는 꿈을 꿀 수 있다. 감정 억제(emotion suppression) 역시 꿈 반동을 촉발한다고 밝혀졌다. 감정적 경험의 재발은 수면전 암시(presleep suggestion)로 작용, 궁극적으로 억제 사고가 꿈 속에서 나타나게 된다. 꿈 잔동의 효과적 인자 중 하나는 렘 수면동안 전전두엽 변화이다. 렘 수면 동안 억제된 사고는 더욱 잘 떠오르며, 유효성이 감소한 작업 과정(operating process)의 결과물이다. 이로 인해 억제 사고 탐색 활동 증가와 함께 수면전 사고가 더욱 가능해진다. 렘 수면과 꿈 반동에 관한 다른 가설들도 있다. 예를 들어, 약한 의미론적 연관성, 포스트 렘 수면(post REM sleep)은 약한 역설적 감시 절차가 강력해짐으로써 다른 때보다도 더 접촉하기 쉬워진다. 그러나 꿈 반동에 대한 연구들은 더 많이 진전되어야 한다.

## 같이 보기
- 사고 억제의 역설적 효과
- 자기은폐
- 침투적 사고